# باکتری‌های هم‌زیست
باکتری‌های همزیست باکتری‌هایی هستند که در همزیستی با ارگانیسم دیگر زندگی می‌کنند. به عنوان مثال، ریزوبیاهایی که در ریشه حبوبات زندگی می‌کنند، فعالیت تثبیت نیتروژن را برای این گیاهان فراهم می‌کنند. همزیستی اولین بار توسط مارکو دی باری در سال ۱۸۶۹ در اثری با عنوان «ظهور همزیستی» تعریف شد که او این اصطلاح را به عنوان «زندگی مشترک انگل و میزبان» تعریف کرد. تعریف همزیستی تکامل یافته یک رابطه پایدار بین دو یا چند موجود زنده «در بخشی از زندگی میزبان» را در بر می‌گیرد. علاوه بر این، این رابطه اغلب برای حداقل یکی از موجودات درگیر مفید است. سه نوع اصلی از روابط همزیستی وجود دارد: همگرایی، متقابل گرایی و انگلی. همگرایی زمانی است که یکی از ارگانیسم‌ها سود می‌برد و دیگری نه ضرر نه سودی می‌بیند. متقابل گرایی زمانی است که هر دو موجود زنده سود می‌برند. در نهایت، انگلی زمانی است که یکی از ارگانیسم‌ها سود می‌برد در حالی که ارگانیسم دیگر آسیب می‌بیند. همچنین ارگانیسم‌ها می‌توانند در چند مورد از این روابط همزیستی به‌طور همزمان درگیر شوند.

## اصطلاحات مرتبط با "هم‌زیستی"
در ارتباط با اصطلاح «همزیستی» اصطلاحاتی هستند: متقابل گرایی، همسوگرایی، انگلی و آمنسالیسم. این ممکن است نوع «زندگی با یکدیگر» دو موجود زنده، اعم از گیاهی، حیوانی، پروتیست یا باکتری را که آنها تمرین می‌کنند، تعریف یا محدود کند.

## انواع هم‌زیستی
اندوسیمبیوز
اندوسیمبیون‌ها در داخل موجودات دیگر زندگی می‌کنند، خواه در بدن یا سلول آنها باشند. نظریه اندوسیمبیوز، که به عنوان همزیستی شناخته می‌شود، توضیحی برای تکامل موجودات یوکاریوتی ارائه می‌دهد. بر اساس تئوری اندوسیمبیوز برای منشأ سلول‌های یوکاریوتی، دانشمندان بر این باورند که یوکاریوت‌ها از رابطه بین دو یا چند سلول پروکاریوتی تقریباً ۲٫۷ میلیارد سال پیش منشأ گرفته‌اند. پیشنهاد می‌شود که اجداد میتوکندری‌ها و کلروپلاست‌ها به‌طور خاص با یک سلول پروکاریوتی دیگر وارد یک رابطه همزیستی شده‌اند و در نهایت به سلول‌های یوکاریوتی تبدیل می‌شوند که امروزه مردم با آن آشنا هستند.
اکتوسیمبیوز
اکتوسیمبیوز به عنوان یک رابطه همزیستی تعریف می‌شود که در آن یک موجود زنده در سطح بیرونی یک ارگانیسم دیگر زندگی می‌کند. به عنوان مثال، بارناکل روی نهنگ‌ها نمونه ای از یک رابطه اکتوسیمبیوتیک است که در آن نهنگ خانه، سواری و دسترسی به غذا را برای بارناکل فراهم می‌کند. نهنگ آسیبی نمی‌بیند، اما هیچ فایده ای نیز دریافت نمی‌کند، بنابراین این نیز نمونه ای از کامنسالیسم است. نمونه ای از باکتری‌های اکتوسیمبیوتیک کوتی باکتریوم آکنه است. این باکتری‌ها در یک رابطه همزیستی با انسان‌هایی که روی پوست آنها زندگی می‌کنند درگیر هستند. کوتی باکتریوم آکنه زمانی که پوست بیش از حد چرب می‌شود می‌تواند باعث آکنه شود، اما همچنین حساسیت پوست را به بیماری‌های پوستی ناشی از استرس اکسیداتیو کاهش می‌دهد.

## روابط همزیستی
گیاهان خاصی با باکتری‌ها رابطه همزیستی برقرار می‌کنند و آنها را قادر می‌سازند تا گره‌هایی تولید کنند که تبدیل نیتروژن جو به آمونیاک را تسهیل می‌کند. در این رابطه، سیتوکینین‌ها در ایجاد گره‌های ثابت کننده ریشه نقش دارند. به نظر می‌رسد که نه تنها گیاه باید به باکتری‌های تثبیت کننده نیتروژن نیاز داشته باشد، بلکه باید قادر به سنتز سیتوکینین‌هایی باشد که تولید گره‌های ریشه را که برای تثبیت نیتروژن مورد نیاز است، تحریک می‌کند.
باکتری‌های همزیست قادر به زندگی در بافت گیاهی یا حیوانی یا روی آن هستند. در سیستم گوارشی، باکتری‌های همزیست به تجزیه غذاهای حاوی فیبر کمک می‌کنند. آنها همچنین به تولید ویتامین کمک می‌کنند. باکتری‌های همزیست می‌توانند در نزدیکی منافذ هیدروترمال زندگی کنند. آنها معمولاً با سایر باکتری‌ها رابطه متقابل دارند. برخی در کرم‌های لوله ای زندگی می‌کنند.

## انتقال
دو روش عمده برای انتقال باکتری‌های همزیست وجود دارد. اولی انتقال افقی است که در آن میکروب‌ها از محیط به دست می‌آیند و محیط یا جمعیت میزبان به عنوان تلقیح برای همزیستی عمل می‌کنند. نمونه ای از انتقال افقی، کرم لوله ای در اعماق دریا و همزیست آن است. نوع دوم انتقال، انتقال عمودی است که در آن همزیستی از والد به اولاد منتقل می‌شود و فاز همزیستی وجود ندارد. نمونه ای از انتقال عمودی در مگس سرکه ملانوگاستر و گونه‌های ولباچیا دیده می‌شود.

## نمونه‌هایی از روابط همزیستی
مرجان‌ها
مرجان‌ها با باکتری‌های همزیست تثبیت کننده نیتروژن ارتباط مشخصی ایجاد می‌کنند؛ بنابراین مرجان‌ها باید یک رابطه متقابل با ارگانیسم تثبیت کننده نیتروژن، مانند سیمبیودینیوم تشکیل دهند. علاوه بر این داینوفلاژله، مرجان نیز با باکتری‌ها، آرکی‌ها و قارچ‌ها ارتباط برقرار می‌کند. مشکل این است که این داینوفلاژل‌ها نیز دارای نیتروژن محدود هستند و باید یک رابطه همزیستی با ارگانیسم دیگری ایجاد کنند. در اینجا پیشنهاد می‌شود که دیازوتروف باشد. علاوه بر این، سیانوباکتری‌ها دارای ژن‌هایی هستند که آنها را قادر می‌سازد تحت تثبیت نیتروژن قرار گیرند. این مطالعه خاص بیشتر به بررسی این امکان می‌پردازد که علاوه بر داینوفلاژلات و سیانوباکتری‌های خاص، جلبک‌های درون همزیستی و مرجان‌ها حاوی آنزیم‌هایی هستند که آنها را قادر می‌سازد تا هر دو تحت جذب آمونیوم شوند.
به دلیل اندازه کوچک ژنوم بیشتر درون همزیستی‌ها، آنها نمی‌توانند برای مدت طولانی خارج از سلول میزبان وجود داشته باشند، در نتیجه از یک رابطه همزیستی طولانی مدت جلوگیری می‌کنند. با این حال، در مورد باکتری همزیست درون هسته ای هولوسپورا، کشف شده‌است که گونه‌های هولوسپورا می‌توانند عفونت خود را برای مدت محدودی حفظ کنند و یک رابطه همزیستی با گونه‌های پارامسیوم ایجاد کنند.
گیاهان و باکتری‌های ریزوبی
یک رابطه متقابل بین حبوبات و باکتری‌های ریزوبی وجود دارد که گیاهان را قادر می‌سازد در یک محیط خاکی فقیر از نیتروژن زنده بمانند. تکامل همزمان به عنوان وضعیتی توصیف می‌شود که در آن دو موجود زنده در پاسخ به یکدیگر تکامل می‌یابند. در مطالعه ای که در اکولوژی عملکردی گزارش شده‌است، این دانشمندان بررسی کردند که آیا چنین رابطه متقابلی مزیت تکاملی به گیاه یا همزیست می‌دهد یا خیر. آنها متوجه نشدند که باکتری‌های ریزوبی مورد مطالعه دارای مزیت تکاملی با میزبان خود هستند، اما تنوع ژنتیکی زیادی در میان جمعیت باکتری‌های ریزوبی مورد مطالعه پیدا کردند.
باکتری‌های شیمیایی و صدف‌ها
باکتری‌های همزیست و شیمیایی که در ارتباط با صدف‌ها (باتیمودیولوس) واقع در نزدیکی دریچه‌های گرمابی کشف شده‌اند، دارای ژنی هستند که آنها را قادر می‌سازد تا از هیدروژن به عنوان منبع انرژی، در ترجیح سولفور یا متان برای تولید انرژی استفاده کنند.
موریانه‌ها و باکتری‌های مولد سلولاز
بسیاری از موریانه‌ها را به عنوان آفاتی می‌شناسند که از چوب تغذیه می‌کنند. با این حال، موریانه‌ها نمی‌توانند چوب را به تنهایی هضم کنند. در عوض، آنها به یک تک یاخته غیر باکتریایی به نام Trichonympha برای کمک به فرایند هضم تکیه می‌کنند. Trichonympha یک اندوسیمبیونت است که در درون موریانه‌ها زندگی می‌کند و همچنین به عنوان میزبان همزیست‌های باکتریایی عمل می‌کند. باکتری داخل تریکنیمفا در موریانه‌ها سلولاز تولید می‌کند. آنزیم‌های سلولاز برای تجزیه سلولز که در دیواره سلولی گیاهان یافت می‌شود استفاده می‌شود. موریانه‌ها، پروتیست روده Trichonympha و باکتری‌های تولیدکننده سلولاز، همگی در یک هم‌زیستی اجباری سه‌طرفه دخیل هستند. موریانه‌ها از دو گونه دیگر سود می‌برند زیرا چوب را به مواد مغذی تبدیل می‌کنند که موریانه‌ها می‌توانند هضم کنند. علاوه بر این، Trichonympha از موریانه‌ها سود می‌برد زیرا موریانه‌ها مکانی برای زندگی و دسترسی به غذا فراهم می‌کنند. Trichonympha همچنین از باکتری سود می‌برد زیرا به تجزیه سلولز موجود در چوبی که پروتیست مصرف می‌کند کمک می‌کند. در نهایت، باکتری سود می‌برد زیرا مکانی برای زندگی و مواد مغذی مورد نیاز برای زنده ماندن به دست می‌آورد.
باکتری‌های همزیست در انسان
باکتری روده
روده انسان تقریباً دارای صد تریلیون میکروب است. روده یک اکوسیستم پویا است زیرا از هر دو مؤلفه ثابت و گذرا تشکیل شده‌است، به این معنی که برخی از باکتری‌ها خود را مستقر می‌کنند و در طول زندگی انسان باقی می‌مانند و باکتری‌های دیگر بلعیده می‌شوند و بعداً در مدفوع ترک می‌کنند. هنگامی که نوزادان متولد می‌شوند، بدون هیچ گونه باکتری در روده به دنیا می‌آیند. با این حال، به محض ورود به جهان، آنها شروع به تجمع باکتری‌های روده از طریق غذا و وسایل دیگر می‌کنند. اکثر باکتری‌های بدن انسان در واقع برای ما مفید هستند و به انجام فرآیندهای ضروری زندگی کمک می‌کنند. باکتری‌های روده در انسان اغلب به تجزیه غذاها و سنتز ویتامین‌های مهمی که توسط انسان به تنهایی قابل پردازش نیستند کمک می‌کنند؛ بنابراین، انسان هنگام بیماری باید در مصرف آنتی‌بیوتیک‌ها احتیاط کند. آنتی‌بیوتیک‌ها بین باکتری‌های خوب و بد در بدن ما تفاوت قائل نمی‌شوند و بنابراین هر دو را از بین می‌برند. اگر با دقت درمان نشود، به دلیل عدم تعادل باکتری در این میکروبیوم، می‌تواند منجر به مشکلاتی در دستگاه گوارش شود؛ بنابراین، برخی از پزشکان مصرف یک پروبیوتیک را هنگام مصرف آنتی‌بیوتیک برای بازگرداندن باکتری‌های خوب توصیه می‌کنند.

## فواید همزیستی باکتریایی
ارگانیسم‌ها معمولاً به دلیل دسترسی محدود به منابع در زیستگاه خود یا به دلیل محدودیت منبع غذایی، یک رابطه همزیستی برقرار می‌کنند. ناقل‌های تریاتومین تنها یک میزبان دارند و بنابراین باید با باکتری‌ها ارتباط برقرار کنند تا بتوانند مواد مغذی مورد نیاز برای حفظ خود را بدست آورند.
استفاده از باکتری‌های همزیست در پاراترانس ژنز برای کنترل ناقل‌های مهم بیماری، مانند انتقال بیماری شاگاس توسط حشرات بوسیدن تریاتوم است. باکتری‌های همزیست در ریشه حبوبات در ازای کربن گیاهان و خانه ای محافظت شده، آمونیاک را برای گیاهان فراهم می‌کنند.